# Гледстон (Мичиген)
Гледстон (енгл. Gladstone) град је у америчкој савезној држави Мичиген. По попису становништва из 2010. у њему је живело 4.973 становника.

## Демографија
Према попису становништва из 2010. у граду је живело 4.973 становника, што је 59 (1,2%) становника мање него 2000. године.
| Група             | 2000.         | 2010.         |
| Белци             | 4.850 (96,4%) | 4.712 (94,8%) |
| Афроамериканци    | 7 (0,1%)      | 11 (0,2%)     |
| Азијати           | 11 (0,2%)     | 16 (0,3%)     |
| Хиспаноамериканци | 21 (0,4%)     | 51 (1,0%)     |
| Укупно            | 5.032         | 4.973         |